# Партия народной власти
«Партия народной власти» (тайск. พรรคพลังประชาชน, ПНВ) — тайская популистская политическая партия. Большинство депутатов партии, избранных в 2007 году, изначально были выходцами из партии «Тай Рак Тай», и, таким образом, партия считается её де-факто преемницей. «Партия народной власти» имела популистскую платформу и была сильна в северных, центральных и северо-восточных регионах Таиланда. Партия стала лидером коалиционного правительства после того, как правительство хунты поддержало всеобщие выборы 2007 года. «Народный союз за демократию», ведущее движение против Таксина Чинавата, пообещало выступить против партии после того, как она решила внести поправки в Конституцию 2007 года.
В декабре 2008 года партия подверглась критике, поскольку её заместителю Йонгюту Тияпайрату были предъявлены обвинения в фальсификации результатов всеобщих выборов 2007 года. Эти обвинения привели к роспуску партии по постановлению Конституционного суда от декабря 2008 года.

## История
«Партия народной власти» была основана 9 ноября 1998 года подполковником полиции Гарном Тенкеу и несколько лет существовала как небольшая партия, выдвинувшая нескольких кандидатов на выборах 2001, 2005 и 2006 годов. 29 июля 2007 года некоторые бывшие члены партии «Тай Рак Тай» (ТРТ) после того, как партия была распущена в результате военного переворота, согласились участвовать в выборах 2007 года в качестве кандидатов от «Партии народной власти» (ПНВ), тем самым усилив некогда малую партию и сделав из неё преемницу ТРТ.

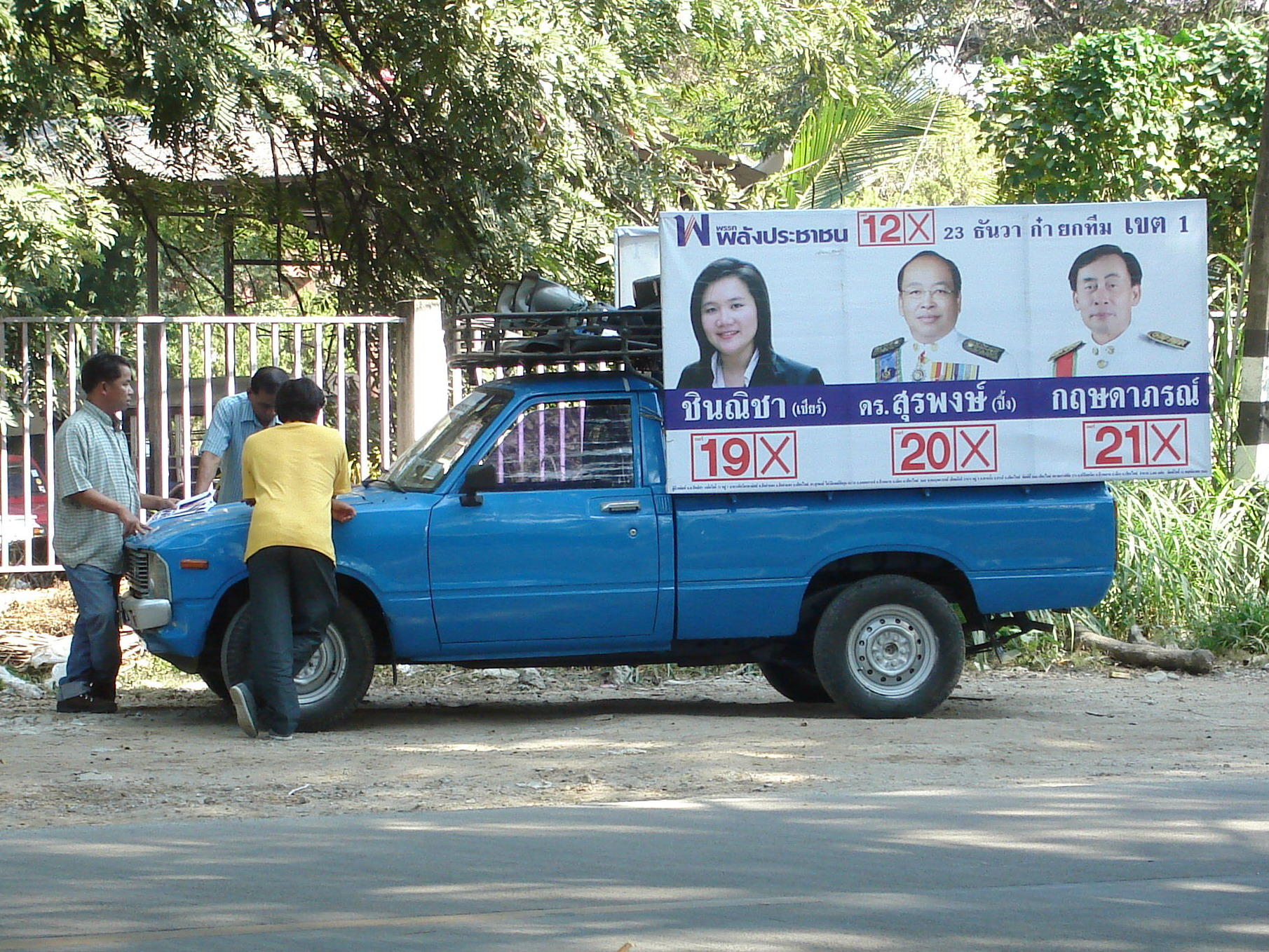
Агитационная машина «Партии народной власти» в Чиангмае, 2007 год

Бывший губернатор Бангкока Самак Сунтхаравет, который позже объявил себя «кандидатом» от Таксина Чинавата, и бывший министр кабинета министров ТРТ Сурапонг Суэбвонгли были избраны лидером и генеральным секретарем соответственно «Партии народной власти» 24 августа 2007 года.
После того, как некоторые бывшие члены «Тай Рак Тай» присоединились к «Партии народной власти», хунта якобы издала секретный приказ о подавлении деятельности партии, который стал достоянием общественности, что привело к жалобе в Избирательную комиссию от ПНВ.
Избирательная комиссия направила 200 000 солдат и полицейских для обеспечения безопасности и 1 500 офицеров для наблюдения во время всеобщих выборов 23 декабря 2007 года. Позднее был убит Чарнчай Силапауайчай, популярный бывший член «Демократической партии» из Пхрэ, перешедший на сторону ПНВ на выборах 2008 года. Пятеро мужчин, один из которых двоюродный брат влиятельного депутата от «Демократической партии», были арестованы, но все они отрицали свою причастность к убийству.

### Импичмент и отставка в правительстве
Пятимесячное правительство Самака Сунтхаравета столкнулось с большими проблемами 10 июля 2008 года, после того как министр иностранных дел и третий высокопоставленный чиновник правящей Партии Ноппадон Паттама ушёл в отставку. Его заместителю Йонгюту Тияпайрату запретили заниматься политикой на 5 лет после того, как Верховный суд подтвердил обвинения против него в подкупе голосов на выборах 2007 года. Затем министр здравоохранения Чия Сасомсуб был отстранён от должности судом высшей инстанции за незаконное сокрытие активов своей жены.
8 июля Конституционный суд постановил, что Паттама и весь кабинет нарушили хартию, не запросив одобрения парламента на двустороннее соглашение с Камбоджей. Паттама подписал соглашение в июне, чтобы поддержать заявку Камбоджи на получение статуса всемирного наследия для 900-летнего храма Прэахвихеа. Оппозиция подала петицию заместителю спикера Сената Никому Вайратпаниту об импичменте Ноппадона Паттамы по вопросу о храме Прэахвихеа. Сатит Вонгнонгтои представил 141 подпись депутата. Паттаму обвинили в нарушении статей 190 и 270 Конституции. Оппозиция подала вотум недоверия до того, как Ноппадон Паттама успел уйти в отставку.

### Запрет партии
Заместитель председателя партии Йонгют Тияпайрат приговором суда признан виновным в фальсификациях на выборах. Наряду с «Тайской национальной партии» и «Нейтральной демократической партии», «Партия народной власти» была распущена Конституционным судом 2 декабря 2008 года, а руководство партий было лишено политических прав на пять лет. Впоследствии неисполнительным депутатам от партий было дано 60 дней на реорганизацию в новые партии. Депутаты от «Тайской национальной партии» и «Нейтральной демократической партии» объявили, что они поддержат депутатов от «Партии народной власти» в формировании нового правительства. Все депутаты и члены партии, не входящие в исполнительные органы партии (и как следствие не лишённые политических прав), впоследствии реорганизовались в партию «Пхыа Тхаи».

## Политическая позиция
Политика «Партии народной власти» (ПНВ) была продолжением популистской политики социального обеспечения бывшего правительства «Тай Рак Тай» (ТРТ). ПНВ пообещала амнистировать всех запрещённых политиков ТРТ, включая Таксина Чинавата, и снять с него все обвинения.
Основными базами избирателей ПНВ были бывшие опорные пункты ТРТ в северном, северо-восточном, восточном и центральном регионах Таиланда. С первых дней своего правления партия столкнулась с протестами со стороны оппозиционных групп, таких как Анти-Таксинский «Народный союз за демократию» (НСД), из-за планов партии внести поправки к конституции, якобы направленные на предоставление амнистии Чинавату и его бывшим сторонникам.
Верховный суд заслушал заявление о том, что ПНВ, по сути, является доверенным лицом запрещённой политической партии «Тай Рак Тай» и поэтому должна быть также запрещена.

## Результаты на парламентских выборах
| Выборы | Мест получено | Голосов    | %       | Результат                                                         | Лидер кампании    |
| ------ | ------------- | ---------- | ------- | ----------------------------------------------------------------- | ----------------- |
| 2007   | 233 из 480    | 14 071 799 | 39,60 % | ▲76 мест; Коалиционное правительство (ПНВ-ТНП-Пуэа Пандин-другие) | Самак Сунтхаравет |